# خط موريس
خط موريس هو خط دفاعي أنشأه الاستعمار الفرنسي في خمسينيات القرن الماضي في الجزائر وانتهى من إنشائه في سبتمبر عام 1957، وكان الهدف من إنشاء هذا الخط هو منع مقاتلي جبهة التحرير الوطني من دخول المستعمرة الفرنسية في الجزائر عن طريق تونس والمغرب، وأُطلق عليه اسم وزير الدفاع الفرنسي أندريه موريس.

## التصميم

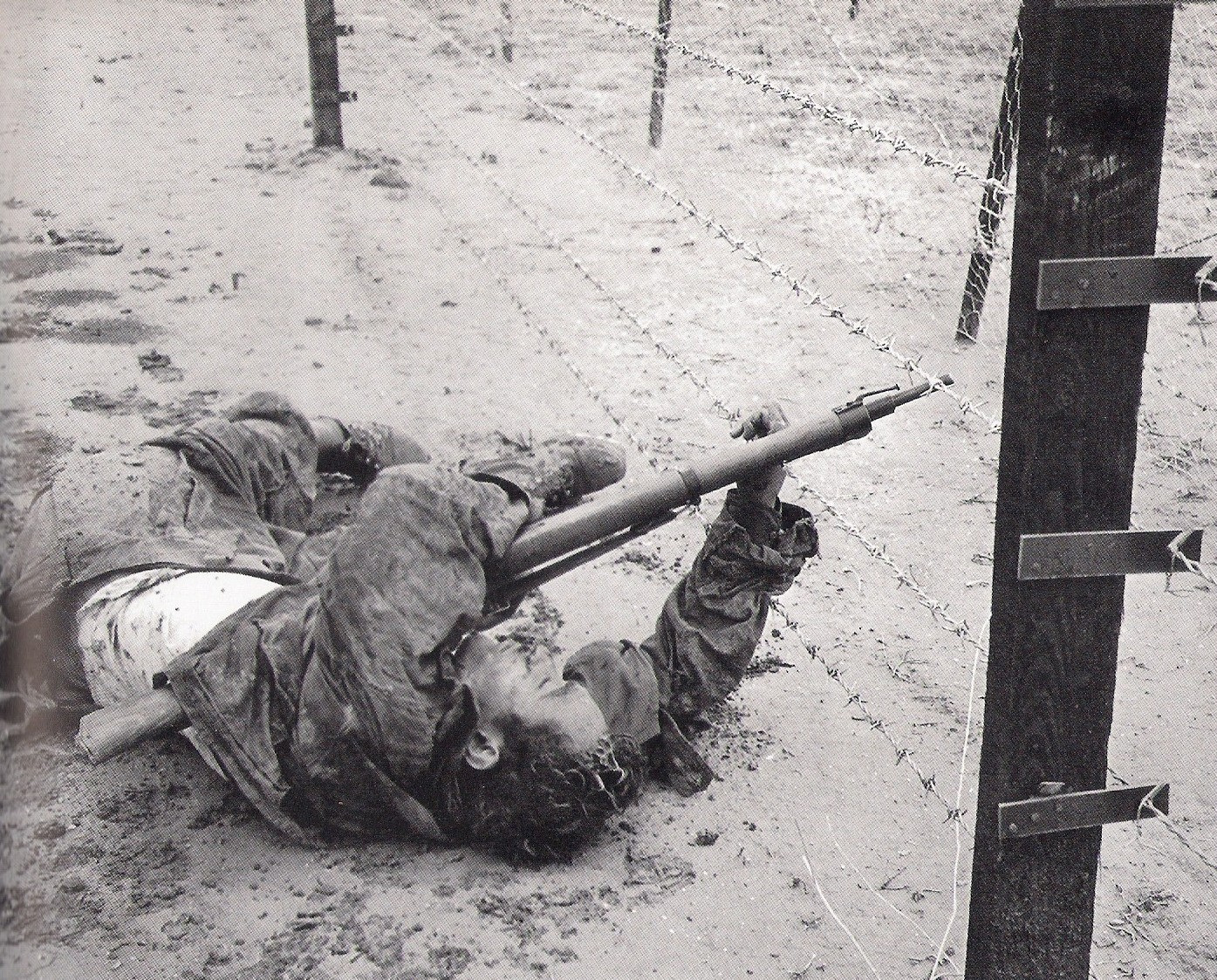
أحد شهداء خط موريس

يوجد في مركز خط موريس سياج كهربي يبلغ ارتفاعه 2.5م ويمتد بطول الخط بالكامل. يسري في هذا السياج الكهربي تيار كهربي بقوة 5000 فولت وترتفع على أحد جانبيه الأسلاك الشائكة. وعلى جانبي السياج، كان يوجد حقل ألغام يمتد لمسافة 45م من كلا الجانبين. وعلى الجانب الجزائري، كان هناك مسار مراقب من قِبل دوريات. بلغ طول خط موريس 460 كم على الحدود مع تونس و700 كم على الحدود مع المغرب.
إلا أن هذه الأنظمة لم تكن هي نقطة القوة الأساسية في الخط. بل كانت نقطة القوة التي ساهمت في نجاح هذا الخط ترجع إلى استخدام أحدث الأنظمة الإلكترونية في هذا الوقت. فقد ساعدت أجهزة الإنذار والرادارات والكشافات في تنسيق استجابة القوات المكلفة بحراسة الخط. وكانت هذه القوات، جنبًا إلى جنب مع الأنظمة الإلكترونية السابق ذكرها هي ما جعلت الخط منيعًا ولا يُمكن أختراقه.

## أهمية الخط
كان لخط موريس أثر كبير في تقليل الأنشطة المسلحة للمجاهدين التي نشأت في تونس، ومتمركزة في القاعدة الشرقية (سوق أهراس) وعلى الرغم من أن خط موريس لم يكن “حصنًا” بالمعنى التقليدي للكلمة، إلا أنه كان ناجحًا في تقليل أنشطة جبهة التحرير الوطني أثناء الحرب الجزائرية.